# Qualificação (sociologia do trabalho)

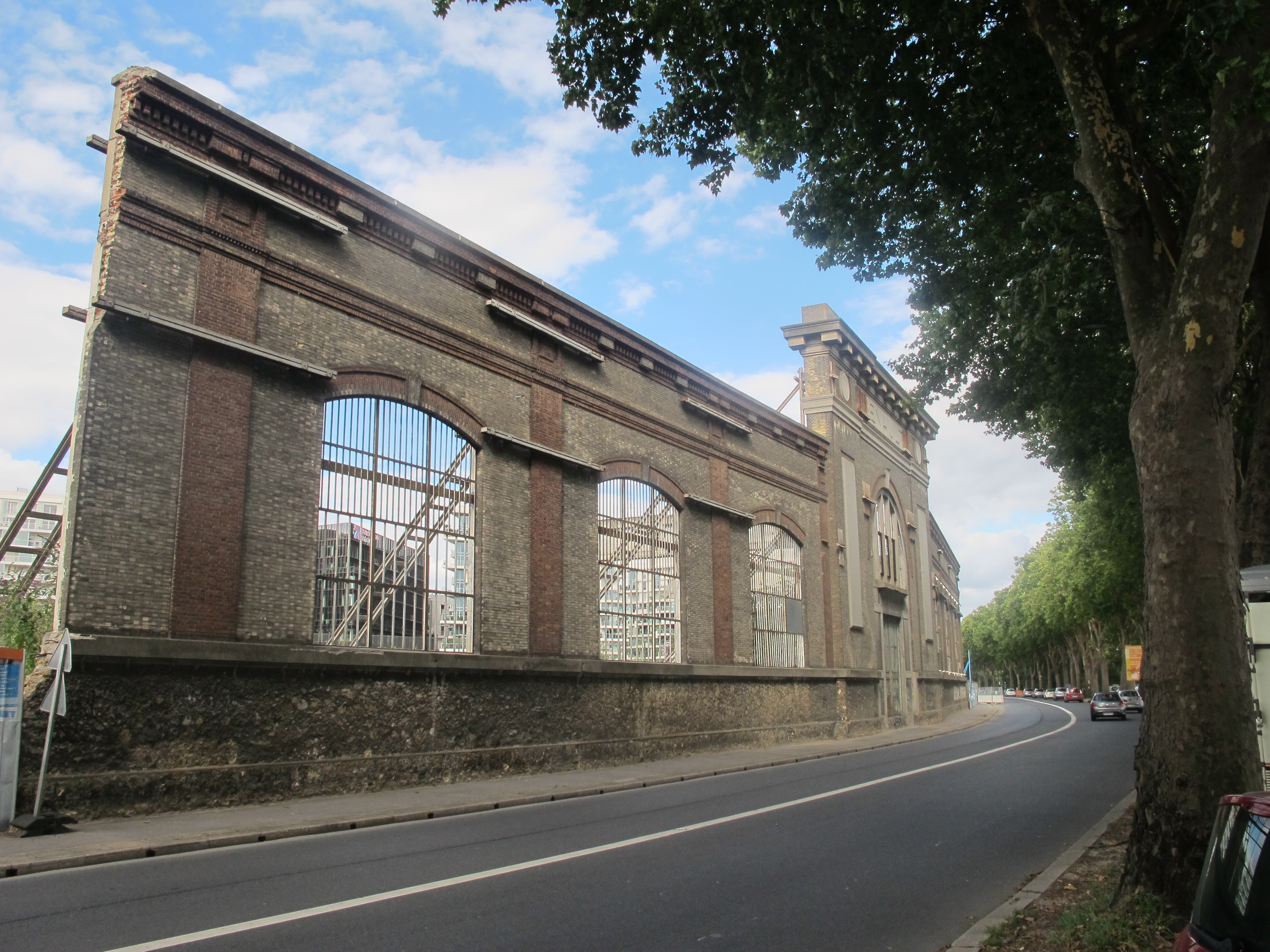
Fachada da antiga fábrica da fabricante de automóveis Renault, localizada próximo a Boulogne-Billancourt em Paris. Desativada na década de 1990 e demolida em 2005, a fábrica foi um dos palcos dos pioneiros estudos de Alain Touraine, coordenados por Georges Friedmann.

A qualificação é um conceito empregado na sociologia do trabalho, principalmente na sua corrente francesa. Tendo sua origem entre a segunda metade dos anos 1940 e meados dos anos 1950, com a obra do sociólogo Georges Friedmann, o conceito encontrou reverberação nos anos seguintes, tanto pelo debate com Pierre Naville quanto pela tentativa preliminar de síntese feita por Alain Touraine. Na contemporaneidade, é comum que o debate em torno da noção de qualificação social se dê em vista do chamado modelo da competência, resultante das progressões recentes do mundo do trabalho e da gestão empresarial que tiveram início em meados dos anos 70, com a chamada "ruptura do modo de regulação fordista" e a popularização do toyotismo e, mais recentemente, do regime de acumulação flexível. Argui-se que a noção de competência teria substituído a qualificação social, sua precedente histórica no debate social.
De modo geral, entende-se haver duas correntes que desenvolveram científico-academicamente o conceito de qualificação social: a corrente substancialista, centrada nos estudos de Georges Friedmann; e a corrente relativista ou relacionalista, centrada nos estudos de Pierre Naville. Enquanto a primeira enfatizaria aspectos estáticos e individuais, entendendo a qualificação mais como atributo de cada trabalhador e hierarquia enraizada, a segunda abordagem entenderia a qualificação como uma relação social multiforme e historicamente situada, condicionada por diversos conflitos de interesses e pressões nem sempre exclusivas da esfera do trabalho. Enquanto isso, a corrente norte-americana, inspirada pela escola interacionista - em especial, por Howard Becker - desenvolveu o debate sobre qualificações e profissões muito em torno da noção de "super-regras", enfatizando o fechamento de mercados por certas categorias profissionais privilegiadas, assim cindindo a categoria Emprego entre Ocupação - àquelas categorias profissionais subsumidas diretamente pelas leis do mercado - e Profissão - àquelas categorias profissionais que, em acordo com o Estado e outras instituições, asseveram-se sob associações e regulações socialmente reconhecidas.